# اسپیریت: اسب سیمارون
اسپریت: اسب سیمارون (به انگلیسی: Spirit: Stallion of the Cimarron) یک فیلم پویانمایی رایانه‌ای دوبعدی آمریکایی به کارگردانی کلی اشبری است که در سال ۲۰۰۲ اکران شد. این فیلم توسط استودیو دریم‌ورکس انیمیشن ساخته و توزیع شد. این فیلم در تاریخ ۲۴ می ۲۰۰۲ در ایالات متحده توزیع شد. این فیلم نامزد جایزه اسکار بهترین فیلم پویانمایی در سال ۲۰۰۲ شد.
ادامه این فیلم (اسپریت ۲: سواری آزاد) در سال ۲۰۲۱ منتشر شد.